# Brăteni (okręg Botoszany)
Brăteni – wieś w Rumunii, w okręgu Botoszany, w gminie Dobârceni. W 2011 roku liczyła 725 mieszkańców.